# Козлов, Вячеслав Анатольевич
Вячесла́в Анато́льевич Козло́в (род. 3 мая 1972, Воскресенск, Московская область) — советский и российский хоккеист, нападающий; тренер.
Воспитанник воскресенского хоккея. Входит в число самых результативных российских хоккеистов в истории НХЛ: занимает восьмое место по очкам (853) и восьмое место по голам (356) в регулярных чемпионатах. Один из семи российских хоккеистов, сыгравших более 1000 матчей в НХЛ.

## Биография
Родился в семье хоккейного тренера Анатолия Козлова. В начале карьеры играл за воскресенский «Химик», потом перешёл в московский ЦСКА. На драфте НХЛ 1990 года был выбран в 3 раунде под общим 45-м номером клубом «Детройт Ред Уингз».
В 1991 году в составе сборной СССР 19-летний нападающий стал бронзовым призёром чемпионата мира в Финляндии. В октябре 1991 года стал виновником дорожно-транспортного происшествия (лобовое столкновение с «Икарусом»), в результате которого получил травмы средней тяжести, а его одноклубник — Кирилл Тарасов — сидевший в пассажирском кресле, скончался спустя 5 дней в больнице. Козлов несколько месяцев лечился от травм, но сумел вернуться к полноценной жизни.
Первый матч в НХЛ в составе «Детройта» провёл 12 марта 1992 года, записав на свой счёт две голевые передачи в матче против «Сент-Луис Блюз».
Самых больших успехов в карьере добился во второй половине 1990-х, когда он дважды завоевал Кубок Стэнли, как в составе знаменитой русской пятёрки «Детройта» в сезоне 1996/97, так и в следующем сезоне, после аварии, завершившей карьеру Владимира Константинова.
Всего в «Детройте» отыграл десять сезонов, набрав за это время 415 очков (202+213). 30 июня 2001 года обменян в «Баффало Сейбрз». 22 июня 2002 года обменян в «Атланту Трэшерз», где провёл семь сезонов и набрал 416 очков (145+271, второй результат в истории клуба после Ильи Ковальчука).
29 сентября 2010 года Козлов подписал контракт на 1 год с московским ЦСКА. 29 января 2011 года был обменян в «Салават Юлаев», в составе которого выиграл Кубок Гагарина. 19 мая 2011 года подписал однолетний контракт с московским «Динамо», в составе которого вновь стал обладателем Кубка Гагарина. 29 декабря 2012 года, пропустив начало сезона 2012/13, подписал контракт с московским «Спартаком».
15 июля 2014 года подписал однолетний контракт с мытищинским «Атлантом». 12 января 2015 года в возрасте 42 лет и 254 дней забросил шайбу в ворота «Сочи» (4:6), став самым возрастным автором гола в истории КХЛ. 24 февраля 2015 года сыграл последний матч в карьере против рижского «Динамо» (7:2), проведя на льду 13 минут и 36 секунд и сделав результативную передачу на Андрея Таратухина.
Завершив карьеру игрока, начал работу помощником главного тренера московского «Спартака» из КХЛ. 10 октября 2016 года, после серии из 4 поражений подряд, его контракт был расторгнут.
Главный тренер воскресенского «Химика» (2017/18 — 2018/19). Тренер в клубах КХЛ «Авангард» (2019/20), «Куньлунь Ред Стар» (2020/21), «Динамо» Москва (2021/22 — 2024/25). 3 июня 2025 года стал главным тренером ХК «Сочи», подписав двухлетний контракт, но уже 19 июля был уволен, не проведя ни одного матча.

## Награды
- Бронзовый призёр чемпионата мира: 1991 (сборная СССР)
- Двукратный обладатель Кубка Стэнли: 1997, 1998 («Детройт Ред Уингз»)
- Двукратный обладатель Кубка Гагарина: 2011 («Салават Юлаев»), 2012 («Динамо»)
- Знак «За заслуги перед Московской областью» III степени (21 августа 2016 года) — за исключительные спортивные достижения во благо Московской области[6]

## Статистика
| Легенда | Легенда                    | Легенда | Легенда                   | Легенда | Легенда    |
| ------- | -------------------------- | ------- | ------------------------- | ------- | ---------- |
| И       | Количество проведённых игр | Штр     | Штрафное время            | +/−     | Плюс-минус |
| Г       | Голы                       | П       | Голевые передачи          | О       | Очки       |
| -       | Статистика неизвестна      | —       | Статистика не учитывалась |         |            |

### Клубная карьера
- a В этом сезоне в «Плей-офф» учитывается статистика игрока в Кубке Надежды.

## В сборной
- СССР — 1988] — юниорский чемпионат Европы.
- СССР — 1989 — юниорский чемпионат Европы.
- СССР — 1990 — молодёжный чемпионат мира.
- СССР — 1990 — юниорский чемпионат Европы.
- СССР — 1991 — молодёжный чемпионат мира.
- СССР — 1991 — чемпионат мира.
- СССР — 1991 — Кубок Канады.
- Россия — 1994 — чемпионат мира.
- Россия — 1996 — Кубок мира.

Статистика матчей в сборной
| Год                  | Сборная              | Турнир               | Место                |    | И | Г | П  | О  | Штр |
| -------------------- | -------------------- | -------------------- | -------------------- | -- | - | - | -- | -- | --- |
| 1990                 | СССР (мол.)          | МЧМ                  | 2                    | 7  | 4 | 7 | 11 | 0  |     |
| 1991                 | СССР (мол.)          | МЧМ                  | 2                    | 7  | 3 | 9 | 12 | 12 |     |
| 1991                 | СССР                 | ЧМ                   | 3                    | 10 | 3 | 4 | 7  | 10 |     |
| 1991                 | СССР                 | КК                   | 5                    | 5  | 1 | 2 | 3  | 6  |     |
| 1994                 | Россия               | ЧМ                   | 5                    | 1  | 0 | 0 | 0  | 4  |     |
| 1996                 | Россия               | КМ                   | 3-4                  | 5  | 1 | 2 | 3  | 8  |     |
| Всего (осн. сборная) | Всего (осн. сборная) | Всего (осн. сборная) | Всего (осн. сборная) | 21 | 5 | 8 | 13 | 28 |     |